# Vadim Gippenrejter
Vadim Jevgeňjevič Gippenrejter (rusky: Вадим Евгеньевич Гиппенрейтер, (22. dubna 1917 Moskva - 16. července 2016 Moskva) byl ruský novinářský a krajinářský fotograf.

## Život a dílo
V roce 1948 dokončil sochařské studium na Moskevském uměleckém ústavu, po jejímž absolvování se začal věnovat fotografii. Účastní se mezinárodního festivalu Interfoto v Moskvě.
Stal se také mistrem SSSR ve sjezdovém lyžování.

## Vybrané fotopublikace
- Příběhy ruských lesů. M., 1967.
- K sopkám Kamčatky. M., 1970.
- Teberda - Dombaj. M., 1970.
- Novgorod. M., 1976.
- Zrození sopky. M., 1979.
- Roční období. M., 1987.
- Střední Asie. Architektura IX-XIX století. M., 1987.
- Harmonie věčnosti. Starověké umění Karélie. Petrozavodsk, 1994. ISBN 5-88165-004-2.